# Open Krys de Mont-de-Marsan
L'Open Krys de Mont-de-Marsan è un torneo professionistico di tennis giocato su campi in terra rossa. Fa parte dell'ITF Women's Circuit. Si gioca annualmente a Mont-de-Marsan in Francia.

## Albo d'oro

### Singolare
| Anno | Campionessa      | Finalista          | Punteggio     |
| ---- | ---------------- | ------------------ | ------------- |
| 2011 | Bianca Botto     | Laura Thorpe       | 6–2, 6–4      |
| 2012 | Timea Bacsinszky | Teliana Pereira    | 6–2, 3–6, 6–2 |
| 2013 | Teliana Pereira  | Pauline Parmentier | 6–1, 6–4      |

### Doppio
| Anno | Campionesse                         | Finaliste                              | Punteggio        |
| ---- | ----------------------------------- | -------------------------------------- | ---------------- |
| 2011 | Karolina Nowak Conny Perrin         | Céline Cattaneo Natalia Orlova         | 2–6, 6–2, [10–7] |
| 2012 | Timea Bacsinszky Mihaela Buzărnescu | Aleksandrina Najdenova Teliana Pereira | 6–4, 6–1         |
| 2013 | Cecilia Costa Melgar Daniela Seguel | Alizé Lim Laura Thorpe                 | 6–4, 6–2         |